# سيلوة
سيلوة هي قرية في مقاطعة بيرانشهر، إيران. يقدر عدد سكانها بـ 286 نسمة بحسب إحصاء 2016.